# Schweizeri

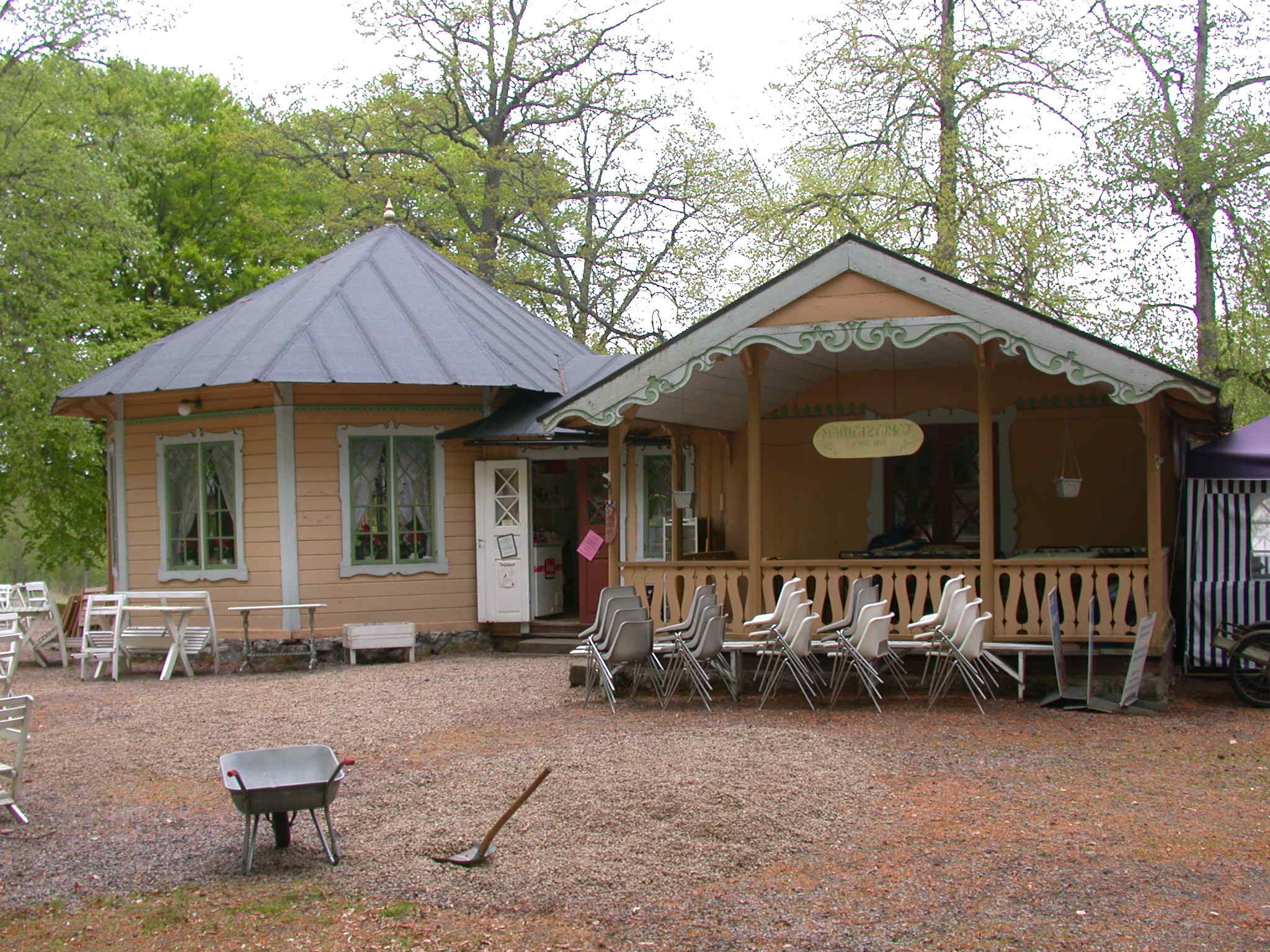
Schweizeriet på Medevi brunn har servering sommartid än idag.

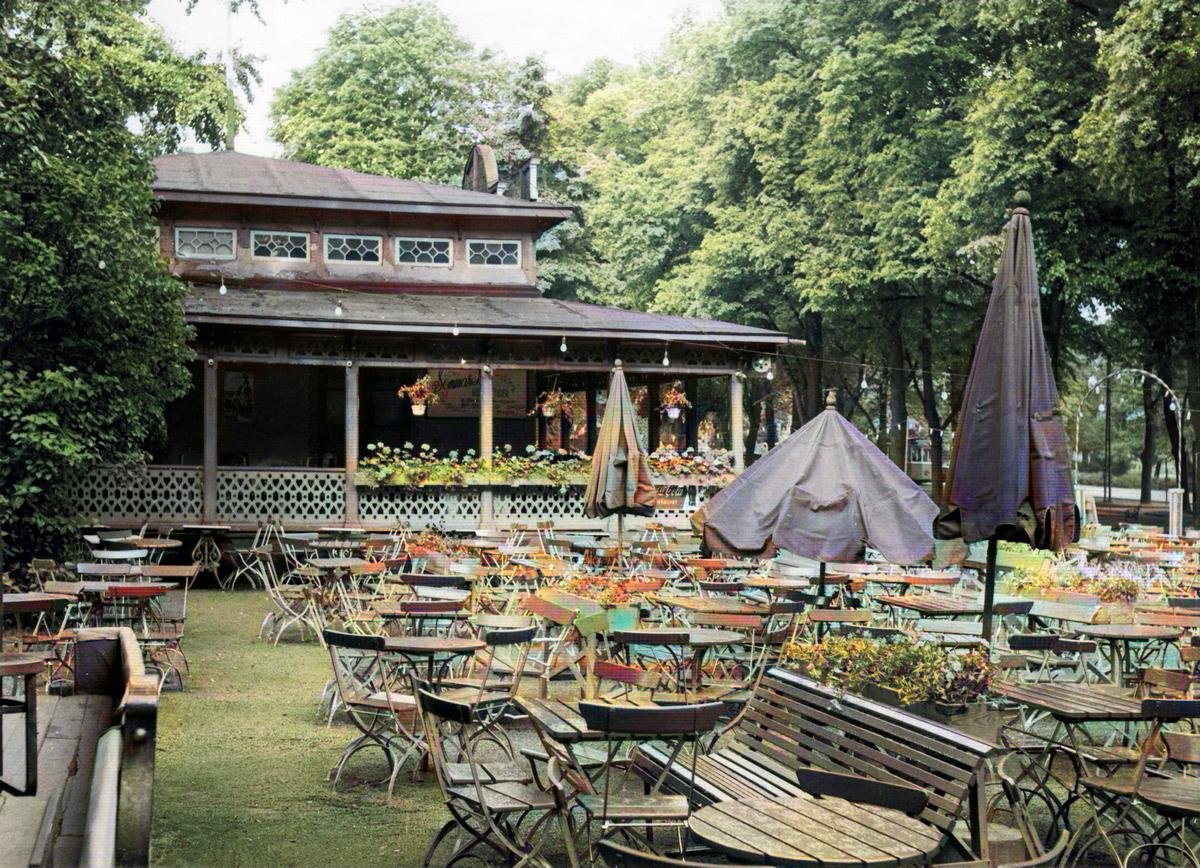
Kakhuset i Norrköping

Ett schweizeri var i Sverige på 1800-talet en sorts kafé med alkoholservering. De första schweizerierna i landet öppnades i Stockholm under 1790-talet av invandrare med rötter i Graubünden i Schweiz, då de tvingats lämna Venedig 1766. Liknande serveringar etablerades vid samma tid i många europeiska storstäder. De kom att lägga grunden till hela den moderna kafékulturen och därmed spela en viktig roll också för den borgerliga offentligheten.
Den traditionella sockerbagerinäringen var nämligen skråreglerad och bunden till vissa adresser. Den saknade servering och sålde konfekt i huvudsak till förmögna familjers fester, som bröllop och gravöl. Schweizarna däremot erbjöd bakverk, kaffe och likörer som man även kunde inta på plats, i en modern, inbjudande och elegant miljö. Dessutom kunde de förlägga sina lokaler till attraktiva adresser där mycket folk var i rörelse.
Sockerbagarna försökte på olika sätt värja sig mot den ovälkomna konkurrensen, men de hade inte en chans. De nya serveringsställena blev mycket populära, och med tiden öppnades allt fler schweizerier, även i parker och nöjesområden utanför stadskärnan. Två kända exempel fanns i Bloms Hôtel och Trädgårdsföreningen i Göteborg som båda drevs av konditorn Rudolf Rubenson. I Stockholm märks bland framstående schweizerier bl a de som drevs av AC Behrens på Strömparterren och Wilhelm Davidsson på Hasselbacken på Djurgården.